# Nahum Tate
Nahum Tate (Dublino, 1652 – Londra, 1715) è stato un poeta, librettista, paroliere e traduttore irlandese.

## Biografia

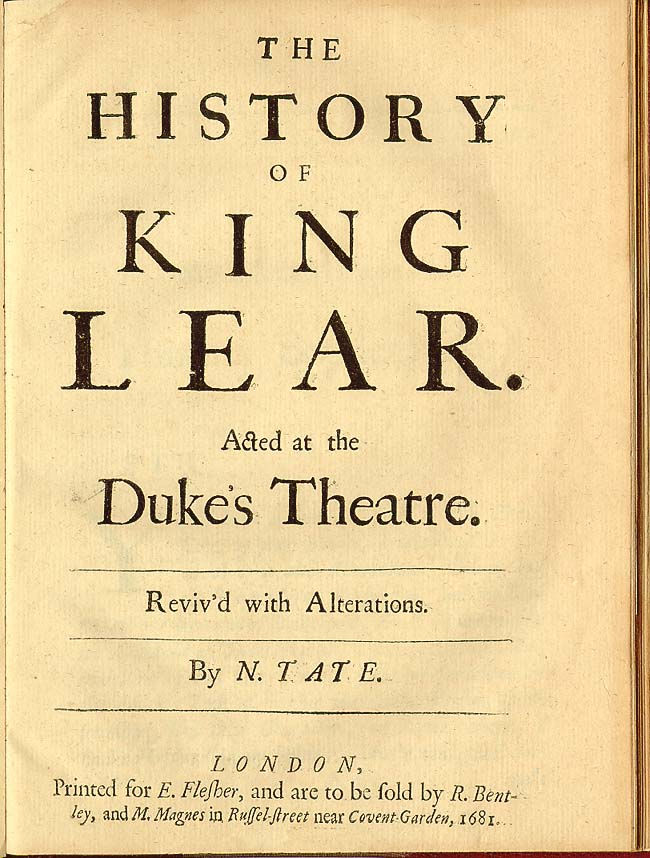
L'adattamento di Re Lear firmato da Nahum Tate

Nahum Tate nacque in una famiglia puritana a Dublino. Studiò al Trinity College di Dublino, laureandosi nel 1672, e quattro anni più tardi si trasferì a Londra. L'anno successivo, nel 1677, fece il suo esordio come poeta. Successivamente si dedicò al teatro, ottenendo il successo nel 1678 con la tragedia Brutus of Alba, or the Enchanted Lovers; l'opera servì come basa per il libretto dell'opera di Henry Purcell Dido and Aeneas.
Tate trascorse gran parte della propria carriera non componendo opere originali, bensì riadattando capolavori del teatro elisabettiano per i gusti e dell'epoca. Nel 1681 la sua opera The Sicilian Usurper, un adattamento di Riccardo II, fu censurata per il suo contenuto percepito come antimonarchico. Sempre nello stesso anno Thomas Betterton portò sulle scene l'adattamento di Tate di Re Lear, in cui il personaggio del Fool è completamente omesso; l'adattamento di Tate è noto soprattutto per il suo finale completamente rimaneggiato, tanto che la tragedia shakespeariana finì per concludersi con un lieto fine. Joseph Addison attaccò duramente la "mutilazione" dell'opera shakespeariana, ma tra i difensori di Tate si annoverava anche Samuel Johnson, che apprezzò i versi del poeta irlandese. Negli anni successivi riadattò altre opere elisabettiane e giacomiane per le scene, tra cui Coriolano (divenuto The Ingratitude of a Commonwealth, 1682) e Il diavolo bianco (Inju'd Love, or the Cruel Husband, 1707).
Nel 1682 collaborò con John Dryden nella stesura della seconda metà del poema epico Absalom and Achitophel. Sul finire degli anni 1680 scrisse il libretto per Enea e Didone, su partitura di Henry Purchell, con cui collaborò nuovamente nel 1694 come paroliere di Come Ye Sons of Art. In veste di traduttore, scrisse un'edizione inglese del poema neolatino di Girolamo Fracastoro Syphilis sive Morbus Gallicus.
Nel 1692 ottenne l'investitura a poeta laureato del regno, che mantenne fino alla morte nel 1715.